# Кірсті Еллі
Кірстен Луїз «Кірсті» Еллі (англ. Kirstie Louise Alley; нар. 12 січня 1951 — 5 грудня 2022, Вічита, Канзас) — американська акторка, комедіантка й телепродюсерка. Найвідоміші ролі: Ребекка Гов у ситкомі «Будьмо» (1987—1993), за яку отримала премії «Еммі» і «Золотий глобус», в ситкомі «Салон Вероніки» (1997—2000), у фільмі «Дивись, хто говорить» (1989) і його двох сиквелах.

## Життєпис
Кірстен Еллі народилася 12 січня 1951 року в місті Вічита, штат Канзас. Батько Роберт Діл — власник деревообробної фабрики, мати Лілліан Міккі — домогосподарка. Також є сестра Колетт і брат Крейг. Навчалася в школі Wichita Southeast High School, яку закінчила в 1969 році. Була учасницею шкільної групи підтримки. Потім навчалася в Університеті штату Канзас. Після переїзду до Лос-Анджелеса працювала дизайнеркою інтер'єрів. У 1979 році з'явилася в популярному шоу Match Game PM, де виграла 500 доларів у першому і 5500 у другому турі. Також з'явилася на ігровому шоу Password Plus у 1980 році. У 1981 році у автомобільній катастрофі загинула її мати, а батько отримав важкі травми.
Кірсті Еллі вперше була одружена з 1970 по 1977 рік із Робертом Еллі. Вони познайомилися під час навчання в університеті, Роберт був далеким родичем Крісті й мав таке ж прізвище. З 1983 по 1997 рік була одружена з актором Паркером Стівенсоном. Вони усиновили двох дітей: Вільяма Тру (1992) і Ліллі Прайс (1994). З 1996 по 2000 рік жила з актором Джеймсом Вайлдером.
Крістін Еллі померла 5 грудня 2022 року після короткої боротьби з раком у віці 71 року. Відповідно до заяви, опублікованої її дітьми, рак був виявлений лише нещодавно. Її колишній чоловік Паркер Стівенсон, двоє її дітей, колега по фільму «Дивіться, хто говорить» Джон Траволта та інші знаменитості опублікували свої співчуття в соцмережах. Тед Денсон, Келсі Греммер і Ріа Перлман, які знімалися з нею у серіалі «Будьмо», також оплакували її та оприлюднили заяви, у яких говорили, як багато вона для них значила.

## Кар'єра
Еллі дебютувала на екрані у фільмі «Зоряний шлях 2: Гнів Хана» (1982). Після цього вона з'явилася в таких картинах, як «Ще один шанс» (1983), «Полювання на роботів» (1984), «Північ та Південь» (1985), «Вогонь на ураження» (1988). У 1989 році знялася разом з Джоном Траволтою у сімейній комедії «Дивись, хто говорить», яка мала великий успіх у прокаті, зібравши майже 300 мільйонів доларів. Після успіху картини було знято два сиквели, «Дивись, хто говорить знову» (1990) та «Дивись хто тепер говорить» (1993), які не мали успіху. У наступні роки акторка знялася ще в кількох фільмах: «Прокляте селище», «Двоє: Я і моя тінь», «В бідності і в багатстві».
Еллі домоглася найбільшої популярності за роль у комедійному телесеріалі «Будьмо», який приніс їй премії «Золотий глобус» та «Еммі» в 1991 році. У 1994 році вона виграла ще одну «Еммі» за роль у телефільмі «Мати Девіда». Виконала головну роль в ситкомі «Салон Вероніки» (1997—2000), за яку отримала ще по одній номінації на «Еммі» і «Золотий глобус».
Після закриття серіалу у Еллі почалися проблеми з ожирінням, через що вона в основному з'являлася в різних реаліті-шоу, таких як «Товста акторка» і «Велике життя Кірсті Еллі». Навесні 2011 року вона брала участь у 12 сезоні популярного телешоу «Танці з зірками», де зайняла друге місце. Завдяки конкурсу вона змогла відродити свою кар'єру. У 2013 році Еллі повернулася на телебачення з головною роллю у власному ситкомі «Кірсті».

## Фільмографія

### Акторка
| Рік       |    | Українська назва                        | Оригінальна назва            | Роль                      |
| --------- | -- | --------------------------------------- | ---------------------------- | ------------------------- |
| 1978      | с  | Кварк                                   | Quark                        | служниця                  |
| 1982      | ф  | Зоряний шлях 2: Гнів Хана               | Star Trek: The Wrath of Khan | Саавік                    |
| 1983      | ф  | Ще один шанс                            | One More Chance              | Шейла                     |
| 1983      | с  | Човен кохання                           | The Love Boat                | Маріон Стівенс            |
| 1983—1984 | с  |                                         | Masquerade                   | Кейсі Коллінз             |
| 1983      | тф |                                         | Highway Honeys               | леді                      |
| 1984      | тф | Гріхи минулого                          | Sins of the Past             | Патріс Кентуелл           |
| 1984      | ф  | Чемпіони                                | Champions                    | Барбара                   |
| 1984      | ф  | Побачення з незнайомцем                 | Blind Date                   | Клер Сімпсон              |
| 1984      | ф  | Полювання на роботів                    | Runaway                      | Джекі                     |
| 1985—1987 | с  | Автостопщик                             | The Hitchhiker               | Джейн Л. / Анжеліка       |
| 1985      | тф |                                         | A Bunny's Tale               | Глорія Стейн              |
| 1985      | тф | Північ та Південь                       | North and South              | Вірджилія Газард          |
| 1986      | тф |                                         | Prince of Bel Air            | Джеймі Гаррісон           |
| 1986      | тф | Північ та Південь. Книга перша          | North and South, Book II     | Вірджилія Газард          |
| 1986      | тф | Старк: Дзеркальне відображення          | Stark: Mirror Image          | Меггі Картер              |
| 1987      | тф | Невірність                              | Infidelity                   | Еллі Денато               |
| 1987—1993 | с  | Будьмо                                  | Cheers                       | Ребекка Гов               |
| 1987      | ф  | Літня школа                             | Summer School                | міс Робін Елізабет Бішоп  |
| 1988      | ф  | Вогонь на ураження                      | Shoot to Kill                | Сара Реннелл              |
| 1988      | тф |                                         | Mickey's 60th Birthday       | Ребекка Хоу               |
| 1989      | ф  | Герой-коханець                          | Loverboy                     | доктор Джойс Палмер       |
| 1989      | ф  | Дивись, хто говорить                    | Look Who's Talking           | Моллі                     |
| 1990      | ф  | Божевільня                              | Madhouse                     | Джессі Банністер          |
| 1990      | ф  | Суперництво між дітьми                  | Sibling Rivalry              | Марджорі Тернер           |
| 1990      | ф  | Дивись, хто говорить знову              | Look Who's Talking Too       | Моллі                     |
| 1990      | тф |                                         | Masquerade                   |                           |
| 1991      | с  |                                         | Flesh 'n' Blood              | Старр Бакстер             |
| 1993      | с  | Крила                                   | Wings                        | Ребекка Хоу               |
| 1993      | ф  | Дивись хто тепер говорить               | Look Who's Talking Now       | Моллі                     |
| 1994      | тф | Мати Девіда                             | David's Mother               | Саллі Гудсон              |
| 1994      | в  |                                         | 3 Chains o' Gold             | Ванесса Бартоломью        |
| 1995      | мф | Петя і вовк                             | Peter and the Wolf           | різні ролі                |
| 1995      | ф  | Прокляте селище                         | Village of the Damned        | доктор Сьюзен Вернер      |
| 1995      | ф  | Двоє: Я і моя тінь                      | It Takes Two                 | Діана Барроус             |
| 1996      | ф  | Палички і камені                        | Sticks & Stones              | мама Джоуї                |
| 1996      | тф | Сяюче місто                             | Radiant City                 | Глорія Гудман             |
| 1996      | тф | Наперекір долі                          | Suddenly                     | Марті Дойл                |
| 1997      | тф | Зубна фея                               | Toothless                    | доктор Кетрін Льюїс       |
| 1997      | тф | Останній дон                            | The Last Don                 | Роз-Марі Клерікуціо       |
| 1997      | с  |                                         | Ink                          | Далія                     |
| 1997—2000 | с  | Салон Вероніки                          | Veronica's Closet            | Вероніка Чейз             |
| 1997      | ф  | Невада                                  | Nevada                       | Макгілл                   |
| 1997      | ф  | Розбираючи Гаррі                        | Deconstructing Harry         | Джоан                     |
| 1997      | ф  | В бідності і в багатстві                | For Richer or Poorer         | Керолайн Секстон          |
| 1998      | тф | Останній дон 2                          | The Last Don II              | Роз-Марі Клерікуціо       |
| 1999      | ф  | Гра Мао                                 | The Mao Game                 | Діана Хайленд             |
| 1999      | ф  | Вбивча краса                            | Drop Dead Gorgeous           | Гледіс Лиман              |
| 2001      | тф | Блондинка                               | Blonde                       | Елсі                      |
| 2001      | с  | Дарма і Грег                            | Dharma & Greg                | доктор Тріш               |
| 2002      | с  | Місто Демонів 2: Темрява наступає       | Glory Days                   | агент Майка               |
| 2002      | тф | Судовий процес над салемськимі відьмами | Salem Witch Trials           | Енн Путнам                |
| 2003      | тф | Глибоко нормальний                      | Profoundly Normal            | Донна Лі Шелбі Торнтон    |
| 2004      | тф | Сімейні гріхи                           | Family Sins                  | Бренда Гек                |
| 2004      | тф | Після моєї смерті                       | While I Was Gone             | Джо Беккет                |
| 2004      | с  | Без сліду                               | Without a Trace              | Норін Рааб                |
| 2004      | ф  | Назад за ґрати                          | Back by Midnight             | Глорія Бомонт             |
| 2005      | с  | Товста актриса                          | Fat Actress                  | Кірсті Еллі               |
| 2006      | с  | Король Квінса                           | The King of Queens           | Кірсті Еллі               |
| 2007      | тф | Пригоди сценаристки у нетрях Голівуду   | Write & Wrong                | Бірді Ленгдон             |
| 2007      | тф |                                         | The Minister of Divine       | Сідней Хадсон             |
| 2010      | с  | Велике життя Кірсті Еллі                | Kirstie Alley's Big Life     | Кірсті Еллі               |
| 2012      | тф |                                         | The Manzanis                 | Ангела                    |
| 2013      | тф | Продавці дітей                          | Baby Sellers                 | Карла Гакслі              |
| 2013      | ф  | Сироп                                   | Syrup                        | Кірсті Еллі               |
| 2013—2014 | с  | Кірсті                                  | Kirstie                      | Медді Бенкс               |
| 2013—2014 | с  | Красуні в Клівленді                     | Hot in Cleveland             | Медді Бенкс / Кірсті Еллі |
| 2015      | с  | Буває й гірше                           | The Middle                   | Пем Стаггс                |
| 2015      | ф  | Любовна заковика                        | Accidental Love              | тітка Рита                |
| 2016      | с  |                                         | Flaked                       | Джекі                     |

### Продюсер, сценарист
| Рік       |    | Українська назва                      | Оригінальна назва        | Роль                           |
| --------- | -- | ------------------------------------- | ------------------------ | ------------------------------ |
| 1996      | тф | Наперекір долі                        | Suddenly                 | виконавчий продюсер            |
| 1997      | ф  | Невада                                | Nevada                   | співпродюсер                   |
| 1997—1999 | с  | Салон Вероніки                        | Veronica's Closet        | продюсер                       |
| 2003      | тф | Глибоко нормальний                    | Profoundly Normal        | виконавчий продюсер            |
| 2005      | с  | Товста актриса                        | Fat Actress              | сценарист, виконавчий продюсер |
| 2007      | тф | Пригоди сценаристки у нетрях Голівуду | Write & Wrong            | виконавчий продюсер            |
| 2010      | с  | Велике життя Кірсті Еллі              | Kirstie Alley's Big Life | виконавчий продюсер            |
| 2013—2014 | с  | Кірсті                                | Kirstie                  | виконавчий продюсер            |